# Lijst van trainers van FC Barcelona
Deze lijst bevat alle trainers die ooit bij voetbalclub Futbol Club Barcelona in dienst zijn geweest. De lijst is chronologisch gerangschikt. Hansi Flick is de 58e trainer van de club.

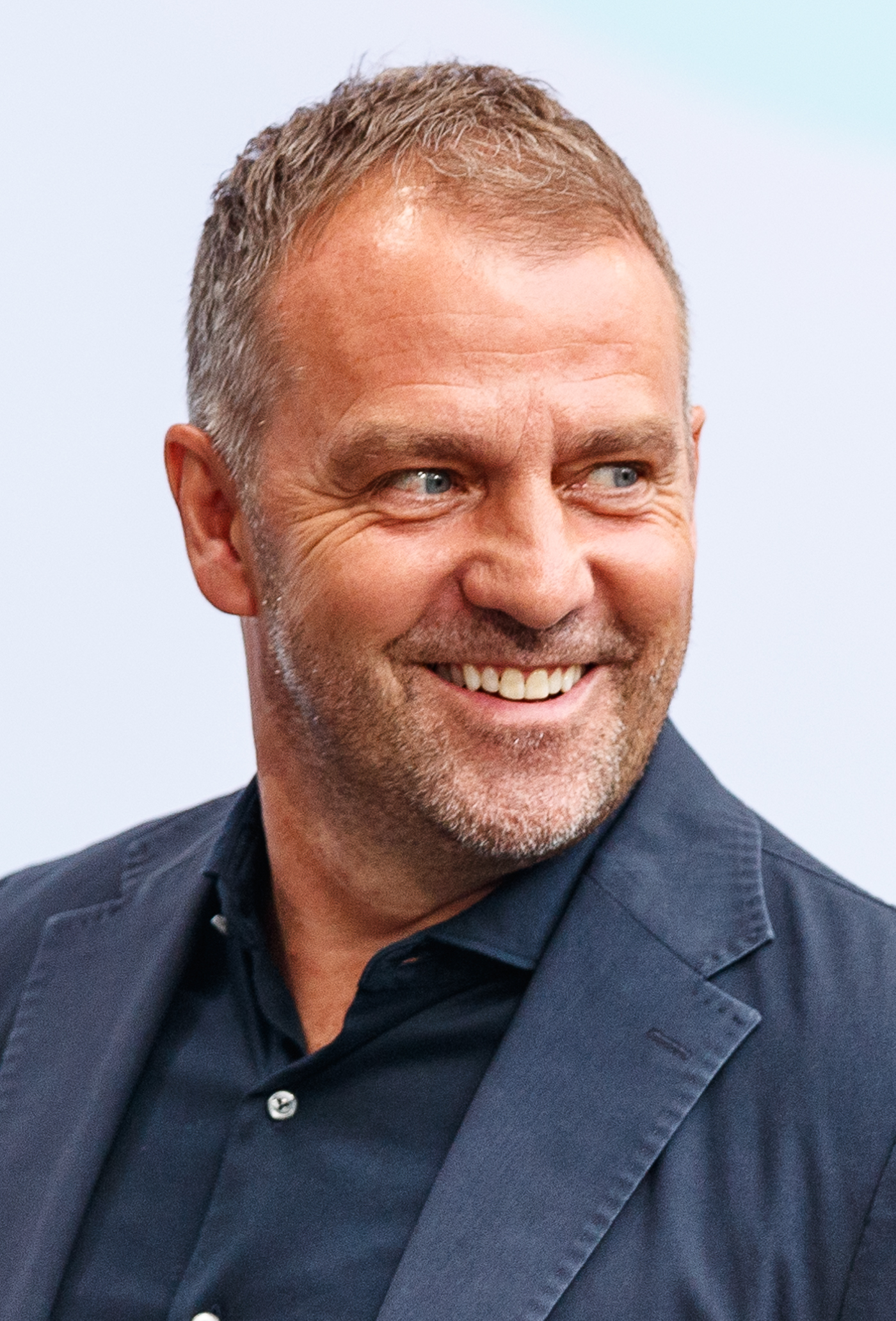
Hansi Dieter-Flick is de huidige hoofdtrainer van de club. Samen met Pep Guardiola is hij een van de twee trainers die een sextuple hebben gewonnen, bestaande uit zes officiële prijzen in één seizoen. Onder leiding van Flick won FC Barcelona tot dusver drie officiële prijzen.

Pep Guardiola is de meest succesvolste trainer wat betreft trofeeën. In 2009 won Guardiola in zijn eerste volledige jaar aan het roer elke competitie. FC Barcelona werd de eerste Spaanse club die de continentale treble van Primera División, de Copa del Rey en de UEFA Champions League won. Later dat jaar werden ze het eerste voetbalteam dat de sextuple bereikte, bestaande uit de eerder genoemde treble, de Supercopa de España, de UEFA Super Cup en het FIFA Club World Cup.
De op een na meest succesvolle manager van FC Barcelona wat betreft trofeeën is Johan Cruyff, die vier keer Primera División, een keer de Copa del Rey, drie keer de Supercopa de España, een keer de UEFA Cup Winners' Cup, een keer de Europacup en een keer de Europese Super Cup won tijdens zijn 8-jarige bewind als trainer. Hij is ook de langst dienende trainer van de club.
Vijf Nederlanders hebben ooit aan het hoofd van FC Barcelona gestaan: Rinus Michels, Johan Cruijff, Louis van Gaal, Frank Rijkaard en Ronald Koeman.

## Lijst van trainers

Pep Guardiola is de meest succesvolle trainer uit de geschiedenis van FC Barcelona, met veertien prijzen in vier seizoenen. Daarnaast wordt hij gerekend tot de succesvolste trainers aller tijden, als een van de twee coaches die ooit een sextuple hebben gewonnen.

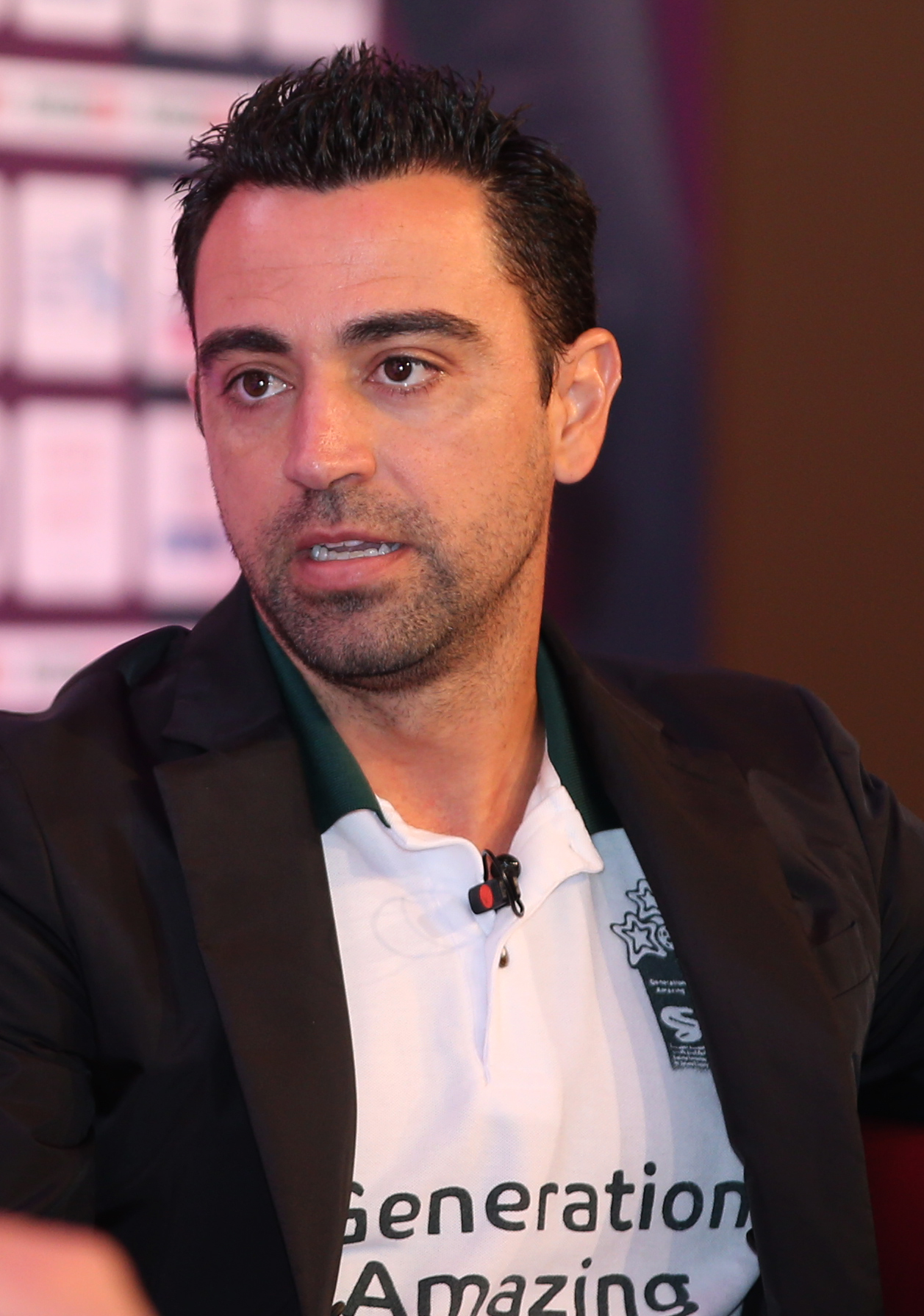
Xavi Hernández, clublegende van FC Barcelona, was van november 2021 tot mei 2024 hoofdtrainer van de club. In deze periode behaalde hij één landstitel (Primera División) en één Supercopa de España.

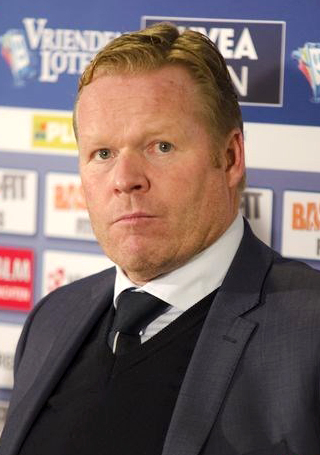
Ronald Koeman was van augustus 2020 tot oktober 2021 hoofdtrainer van FC Barcelona. In deze periode won hij eenmaal de Copa del Rey.

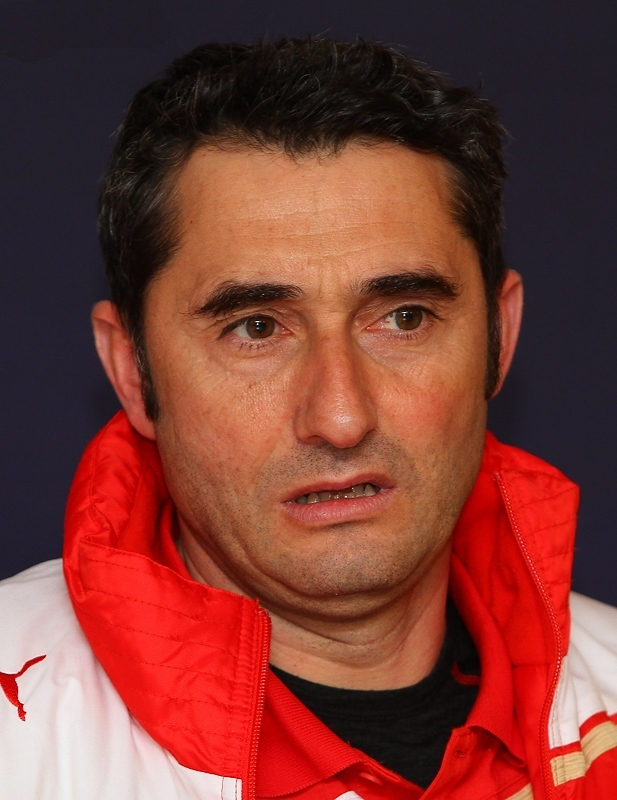
Ernesto Valverde was coach van Barcelona tot in januari 2020. Hij won met FC Barcelona 2 landstitels en 1 keer de Spaanse beker.

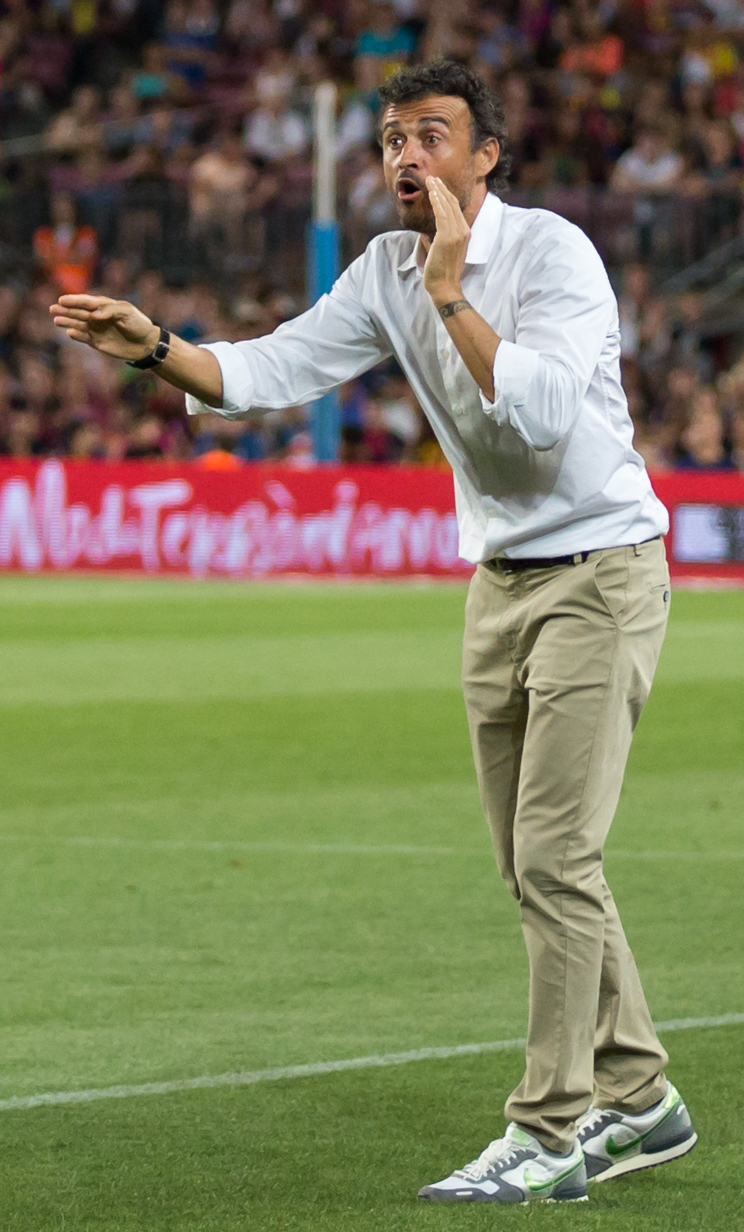
Oud-speler Luis Enrique won als coach in 2015 de treble.

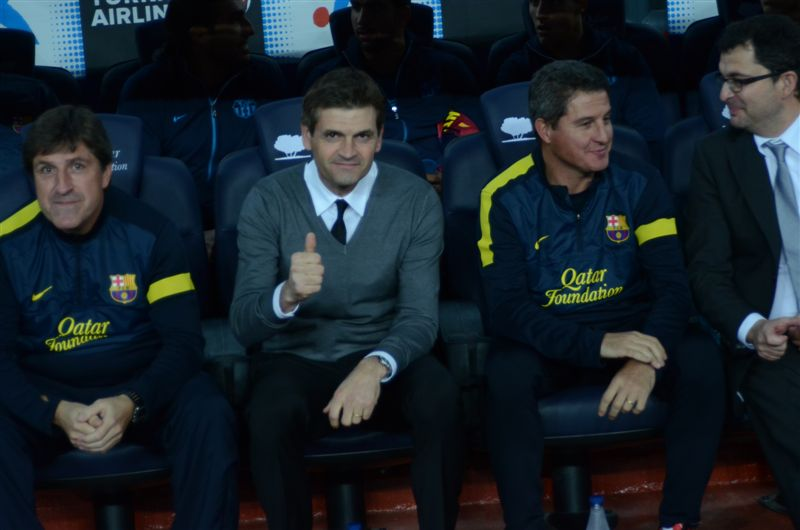
Tito Vilanova (tweede van links) was in het seizoen 2012/13 coach van Barcelona. Wegens ziekte zette hij een punt achter zijn trainerscarrière.

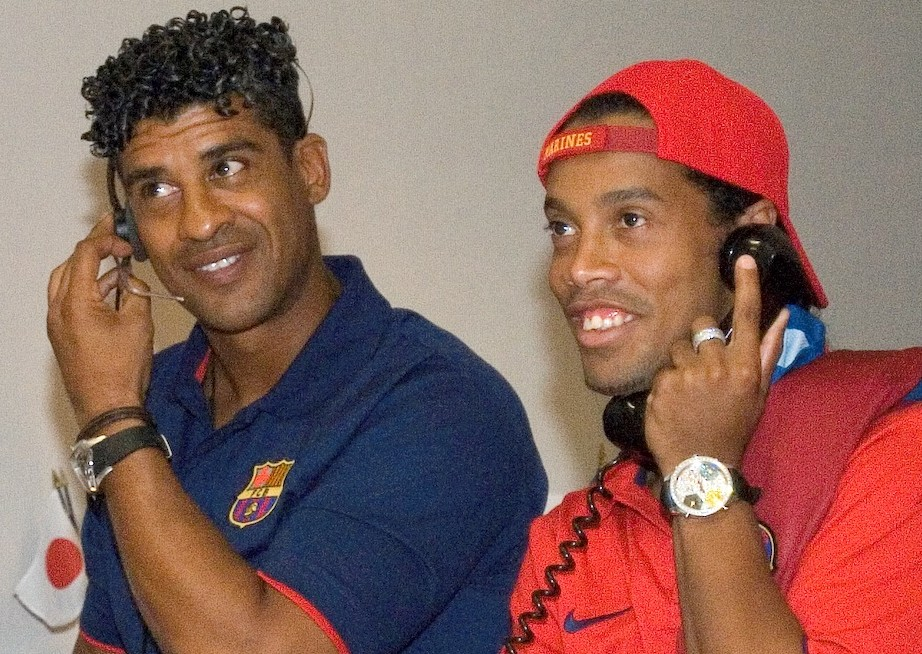
Frank Rijkaard (links) was in 2006 de eerste coach die met Barcelona de Champions League won.

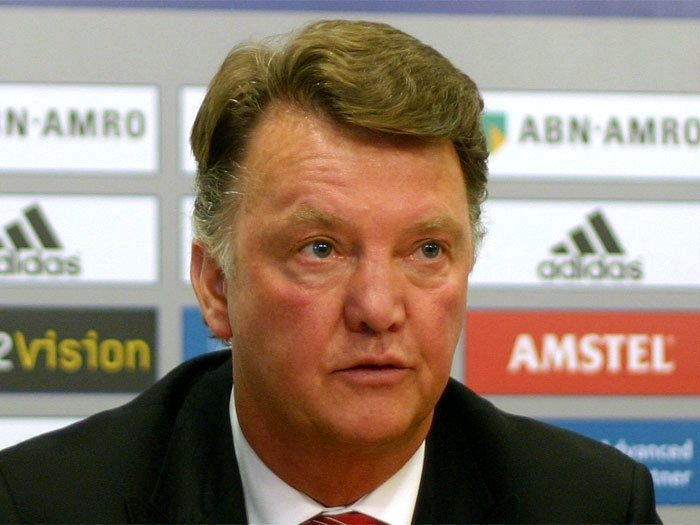
Louis van Gaal veroverde in zowel 1998 als 1999 de Spaanse landstitel.

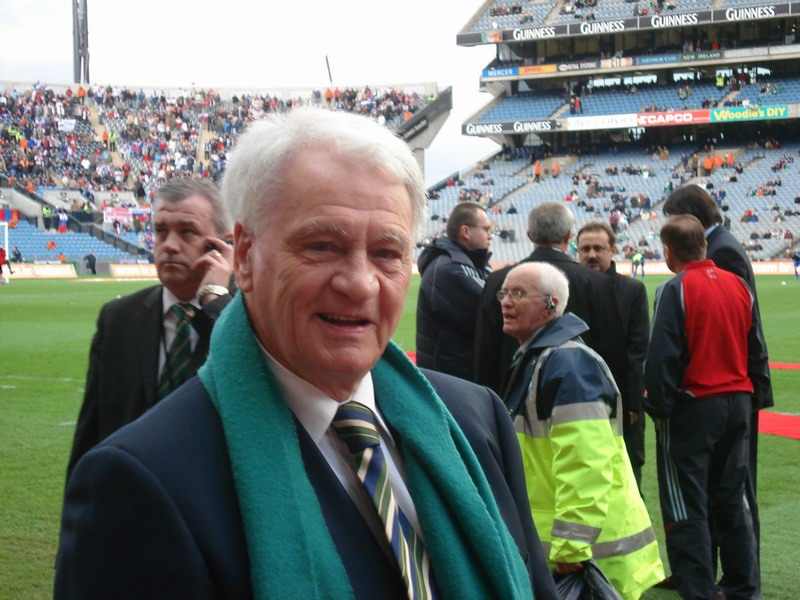
Bobby Robson won met José Mourinho als zijn assistent in 1997 de Europacup II.

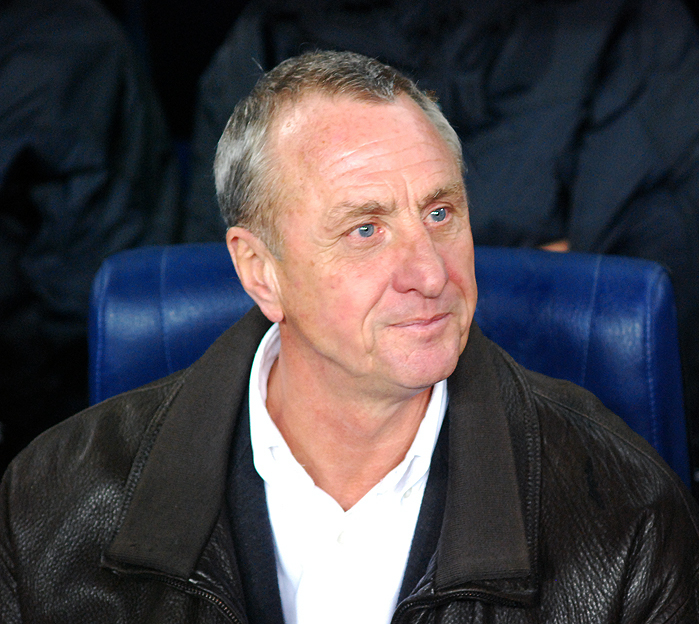
Johan Cruijff had in de jaren 90 de leiding over het zogenaamde Dream Team. Hij was in 1992 de eerste coach die met Barcelona de Europacup I won.

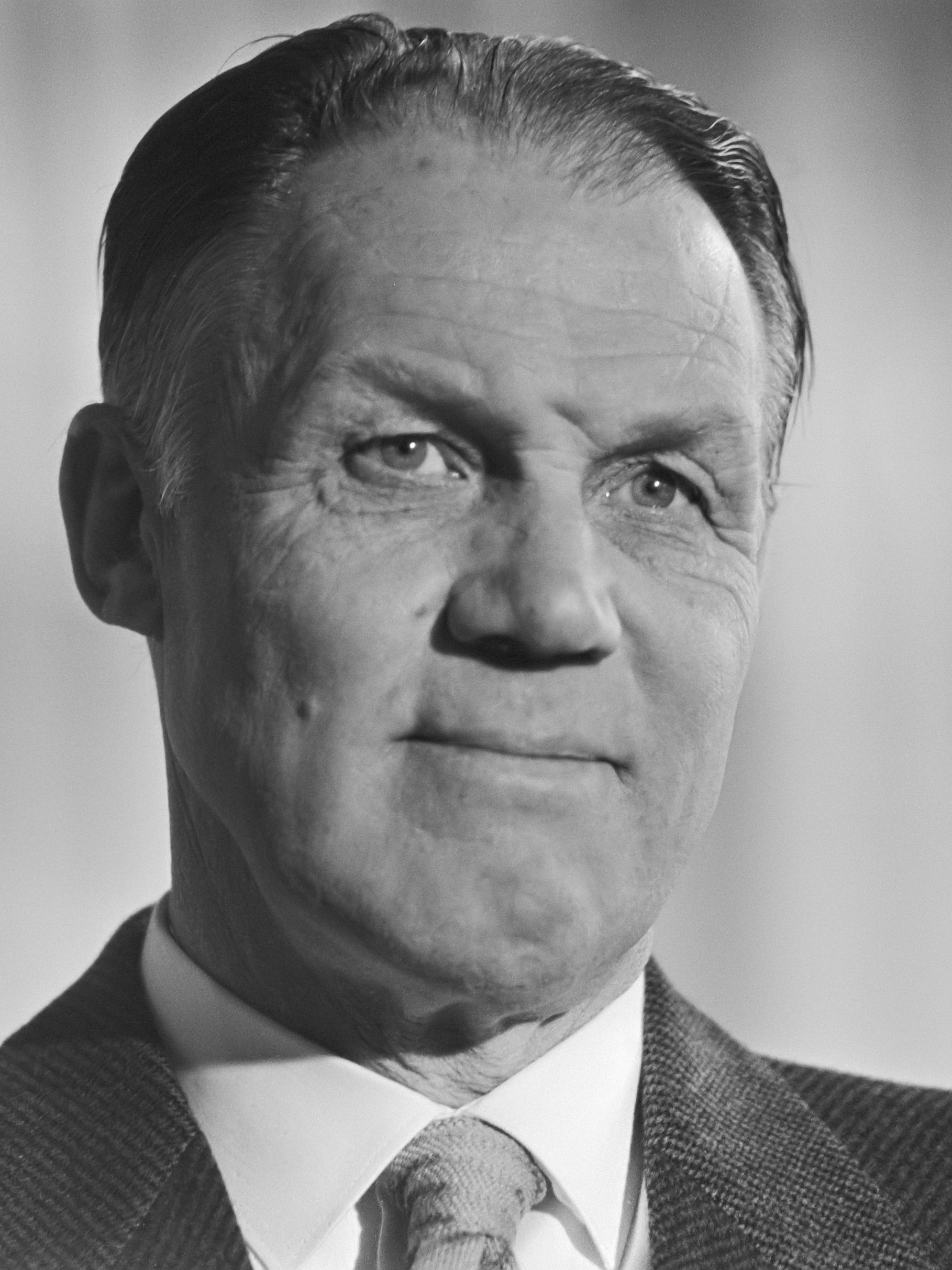
Rinus Michels haalde als trainer Johan Cruijff en Johan Neeskens naar Barcelona. In 1974 werd het team onder zijn leiding Spaans kampioen.

### Als professionele club
| Seizoen | Trainer(s)                                     | Prijzen                                                       |
| ------- | ---------------------------------------------- | ------------------------------------------------------------- |
| 2025/26 | Hans-Dieter Flick                              |                                                               |
| 2024/25 | Hans-Dieter Flick                              | Primera División, Supercopa, Copa del Rey                     |
| 2023/24 | Xavi Hernández                                 | —                                                             |
| 2022/23 | Xavi Hernández                                 | Primera División, Supercopa                                   |
| 2021/22 | Xavi Hernández                                 | —                                                             |
| 2021/22 | Sergi Barjuán (interim, tot 6 november 2021)   | —                                                             |
| 2021/22 | Ronald Koeman (tot 27 oktober 2021)            | —                                                             |
| 2020/21 | Ronald Koeman                                  | Copa del Rey                                                  |
| 2019/20 | Quique Setién                                  | —                                                             |
| 2019/20 | Ernesto Valverde (tot 13 januari 2020)         | —                                                             |
| 2018/19 | Ernesto Valverde                               | Primera División, Supercopa                                   |
| 2017/18 | Ernesto Valverde                               | Primera División, Copa del Rey                                |
| 2016/17 | Luis Enrique                                   | Copa del Rey, Supercopa                                       |
| 2015/16 | Luis Enrique                                   | Primera División, Copa del Rey, UEFA Super Cup, WK voor clubs |
| 2014/15 | Luis Enrique                                   | Primera División, Copa del Rey, UEFA Champions League         |
| 2013/14 | Gerardo Martino                                | Supercopa                                                     |
| 2012/13 | Tito Vilanova                                  | Primera División                                              |
| 2011/12 | Josep Guardiola                                | Copa del Rey, Supercopa, UEFA Super Cup, WK voor clubs        |
| 2010/11 | Josep Guardiola                                | Primera División, Supercopa, UEFA Champions League            |
| 2009/10 | Josep Guardiola                                | Primera División, Supercopa, UEFA Super Cup, WK voor clubs    |
| 2008/09 | Josep Guardiola                                | Primera División, Copa del Rey, UEFA Champions League         |
| 2007/08 | Frank Rijkaard                                 | —                                                             |
| 2006/07 | Frank Rijkaard                                 | Supercopa                                                     |
| 2005/06 | Frank Rijkaard                                 | Primera División, Supercopa, UEFA Champions League            |
| 2004/05 | Frank Rijkaard                                 | Primera División                                              |
| 2003/04 | Frank Rijkaard                                 | —                                                             |
| 2002/03 | Radomir Antić                                  | —                                                             |
| 2002/03 | Toño de la Cruz (interim, tot januari 2003)    | —                                                             |
| 2002/03 | Louis van Gaal (tot januari 2003)              | —                                                             |
| 2001/02 | Carles Rexach                                  | —                                                             |
| 2000/01 | Carles Rexach                                  | —                                                             |
| 2000/01 | Llorenç Serra Ferrer (tot april 2001)          | —                                                             |
| 1999/00 | Louis van Gaal                                 | —                                                             |
| 1998/99 | Louis van Gaal                                 | Primera División                                              |
| 1997/98 | Louis van Gaal                                 | Primera División, Copa del Rey, UEFA Super Cup                |
| 1996/97 | Bobby Robson                                   | Copa del Rey, Supercopa, Europacup II                         |
| 1995/96 | Carles Rexach                                  | —                                                             |
| 1995/96 | Johan Cruijff (tot 18 mei 1996)                | —                                                             |
| 1994/95 | Johan Cruijff                                  | Supercopa                                                     |
| 1993/94 | Johan Cruijff                                  | Primera División                                              |
| 1992/93 | Johan Cruijff                                  | Primera División, Supercopa, UEFA Super Cup                   |
| 1991/92 | Johan Cruijff                                  | Primera División, Supercopa, Europacup I                      |
| 1990/91 | Johan Cruijff                                  | Primera División                                              |
| 1989/90 | Johan Cruijff                                  | Copa del Rey                                                  |
| 1988/89 | Johan Cruijff                                  | Europacup II                                                  |
| 1987/88 | Luis Aragonés                                  | Copa del Rey                                                  |
| 1987/88 | Terry Venables (tot september 1987)            | —                                                             |
| 1986/87 | Terry Venables                                 | —                                                             |
| 1985/86 | Terry Venables                                 | Copa de la Liga                                               |
| 1984/85 | Terry Venables                                 | Primera División                                              |
| 1983/84 | César Luis Menotti                             | Supercopa                                                     |
| 1982/83 | César Luis Menotti                             | Copa del Rey, Copa de la Liga                                 |
| 1982/83 | José Luis Romero (interim, tot maart 1983)     | —                                                             |
| 1982/83 | Udo Lattek (tot maart 1983)                    | —                                                             |
| 1981/82 | Udo Lattek                                     | Europacup II                                                  |
| 1980/81 | Helenio Herrera                                | Copa del Rey                                                  |
| 1980/81 | Ladislao Kubala (tot november 1980)            | —                                                             |
| 1979/80 | Helenio Herrera                                | —                                                             |
| 1979/80 | Joaquim Rifé (tot maart 1980)                  | —                                                             |
| 1978/79 | Lucien Muller (tot april 1979)                 | Europacup II                                                  |
| 1978/79 | Rinus Michels                                  | —                                                             |
| 1977/78 | Rinus Michels                                  | Copa del Rey                                                  |
| 1976/77 | Rinus Michels                                  | —                                                             |
| 1975/76 | Laureano Ruiz (interim)                        | —                                                             |
| 1975/76 | Hennes Weisweiler (tot april 1976)             | —                                                             |
| 1974/75 | Rinus Michels                                  | —                                                             |
| 1973/74 | Rinus Michels                                  | Primera División                                              |
| 1972/73 | Rinus Michels                                  | —                                                             |
| 1971/72 | Rinus Michels                                  | —                                                             |
| 1970/71 | Vic Buckingham                                 | Copa del Rey                                                  |
| 1969/70 | Vic Buckingham                                 | —                                                             |
| 1969/70 | Josep Seguer (tot december 1969)               | —                                                             |
| 1969/70 | Salvador Artigas (tot oktober 1969)            | —                                                             |
| 1968/69 | Salvador Artigas                               | —                                                             |
| 1967/68 | Salvador Artigas                               | Copa del Rey                                                  |
| 1966/67 | Roque Olsen                                    | —                                                             |
| 1965/66 | Roque Olsen                                    | Jaarbeursstedenbeker                                          |
| 1964/65 | Vicente Sasot                                  | —                                                             |
| 1964/65 | César Rodríguez (tot oktober 1964)             | —                                                             |
| 1963/64 | Ladislao Kubala (tot januari 1963)             | —                                                             |
| 1962/63 | Ladislao Kubala                                | Copa del Rey                                                  |
| 1961/62 | Luis Miró (tot november 1961)                  | —                                                             |
| 1961/62 | Ljubiša Broćić (tot januari 1961)              | —                                                             |
| 1960/61 | Enrique Orizaola                               | —                                                             |
| 1960/61 | Ljubiša Broćić (tot januari 1961)              | —                                                             |
| 1959/60 | Enric Rabassa                                  | Primera División                                              |
| 1959/60 | Helenio Herrera (tot mei 1960)                 | Jaarbeursstedenbeker                                          |
| 1958/59 | Helenio Herrera                                | Primera División, Copa del Rey                                |
| 1957/58 | Helenio Herrera                                | Jaarbeursstedenbeker                                          |
| 1957/58 | Domènec Balmanya (tot april 1958)              | —                                                             |
| 1956/57 | Domènec Balmanya                               | Copa del Rey                                                  |
| 1955/56 | Franz Platko                                   | —                                                             |
| 1954/55 | Sandro Puppo                                   | —                                                             |
| 1953/54 | Ferdinand Daučík                               | —                                                             |
| 1952/53 | Ferdinand Daučík                               | Primera División, Copa del Rey                                |
| 1951/52 | Ferdinand Daučík                               | Primera División, Copa del Rey                                |
| 1950/51 | Ferdinand Daučík                               | Copa del Rey                                                  |
| 1949/50 | Ramón Llorens                                  | —                                                             |
| 1949/50 | Enrique Fernández Viola (tot januari 1950)     | —                                                             |
| 1948/49 | Enrique Fernández Viola                        | Primera División                                              |
| 1947/48 | Enrique Fernández Viola                        | Primera División                                              |
| 1946/47 | Josep Samitier                                 | —                                                             |
| 1945/46 | Josep Samitier                                 | —                                                             |
| 1944/45 | Josep Samitier                                 | Primera División                                              |
| 1943/44 | Joan Josep Nogués                              | —                                                             |
| 1942/43 | Joan Josep Nogués                              | —                                                             |
| 1941/42 | Joan Josep Nogués                              | Copa del Rey                                                  |
| 1941/42 | Ramón Guzmán (tot januari 1942)                | —                                                             |
| 1940/41 | Josep Planas                                   | —                                                             |
| 1939/40 | Josep Planas                                   | —                                                             |
| 1938/39 | Spaanse Burgeroorlog                           | Spaanse Burgeroorlog                                          |
| 1937/38 | Spaanse Burgeroorlog                           | Spaanse Burgeroorlog                                          |
| 1936/37 | Patrick O'Connell                              | —                                                             |
| 1935/36 | Patrick O'Connell                              | —                                                             |
| 1934/35 | Franz Platko                                   | —                                                             |
| 1933/34 | Ramón Zabalo Richard Dombi (tot februari 1934) | —                                                             |
| 1932/33 | Jack Greenwell                                 | —                                                             |
| 1931/32 | Jack Greenwell                                 | —                                                             |
| 1930/31 | James Bellamy                                  | —                                                             |
| 1929/30 | James Bellamy                                  | —                                                             |
| 1928/29 | James Bellamy                                  | Primera División                                              |
| 1928/29 | Romà Forns (tot maart 1929)                    | —                                                             |

### Als amateurclub
| Seizoen | Trainer(s)                        | Prijzen      |
| ------- | --------------------------------- | ------------ |
| 1928/29 | James Bellamy                     |              |
| 1928/29 | Romà Forns (tot maart 1929)       | 0            |
| 1927/28 | Romà Forns (tot maart 1929)       | Copa del Rey |
| 1926/27 | Romà Forns (tot maart 1929)       | 0            |
| 1926/27 | Richard Dombi (tot december 1926) |              |
| 1925/26 | Ralph Kirby                       | Copa del Rey |
| 1924/25 | Jesza Poszony                     | Copa del Rey |
| 1923/24 | Jack Greenwell                    | 0            |
| 1922/23 | Jack Greenwell                    | 0            |
| 1921/22 | Jack Greenwell                    | Copa del Rey |
| 1920/21 | Jack Greenwell                    | 0            |
| 1919/20 | Jack Greenwell                    | Copa del Rey |
| 1918/19 | Jack Greenwell                    | 0            |
| 1917/18 | Jack Greenwell                    | 0            |
| 1917/18 | John Barrow (tot 1917)            |              |

## Nationaliteiten van de trainers
Hieronder staat een overzicht van de nationaliteiten van de verschillende trainers van FC Barcelona.
| Land                 | Aantal verschillende trainers |
| -------------------- | ----------------------------- |
| Nederland            | 5                             |
| Engeland             | 7                             |
| Spanje               | 5                             |
| Argentinië           | 4                             |
| Hongarije            | 3                             |
| Duitsland            | 2                             |
| Oostenrijk           | 2                             |
| Ierland              | 1                             |
| Uruguay              | 1                             |
| Tsjecho-Slowakije    | 1                             |
| Italië               | 1                             |
| Joegoslavië          | 1                             |
| Frankrijk            | 1                             |
| Servië en Montenegro | 1                             |

Romà Forns · James Bellamy · Jack Greenwell · Richard Dombi · Ramón Zabalo · Franz Platko · Luis Miró · Ljubiša Broćić · Enrique Orizaola · Enric Rabassa

Domènec Balmanya · Helenio Herrera · Ramón Llorens · Enrique Fernández Viola · Josep Samitier · Joan Josep Nogués · Ramón Guzmán (interim) · Patrick O'Connell · César Rodríguez · Vicente Sasot

Roque Olsen · Salvador Artigas · Josep Seguer · Vic Buckingham · Rinus Michels · Hennes Weisweiler · Laureano Ruiz (interim) · Lucien Muller · Joaquim Rifé (interim) · José Luis Romero (interim)

Udo Lattek · César Luis Menotti · Terry Venables · Luis Aragonés · Johan Cruijff · Carles Rexach · Louis van Gaal · Llorenç Serra Ferrer · Toño de la Cruz (interim) · Radomir Antić

Frank Rijkaard · Josep Guardiola · Tito Vilanova · Jordi Roura (interim) · Rubi (interim) · Gerardo Martino · Luis Enrique · Ernesto Valverde · Quique Setién · Ronald Koeman

Sergi Barjuán (interim) · Xavi Hernández · Hans-Dieter Flick